# Lista Przewodniczących Parlamentu Mołdawii
Poniższe tabele przedstawiają wszystkich przewodniczących Parlamentu Republiki Mołdawii w ujęciu chronologicznym. 

## Chronologiczna lista przewodniczących Parlamentu Mołdawii

### Mołdawska Republika Demokratyczna
| # | Imię i Nazwisko    | Portret | Kadencja          | Kadencja          | Partia polityczna | Partia polityczna |
| # | Imię i Nazwisko    | Portret | Od                | Do                | Partia polityczna | Partia polityczna |
| - | ------------------ | ------- | ----------------- | ----------------- | ----------------- | ----------------- |
| 1 | Ion Inculeț        |         | 21 listopada 1917 | 2 kwietnia 1918   |                   | SR                |
| 2 | Constantin Stere   |         | 2 kwietnia 1918   | 25 listopada 1918 |                   | PNL               |
| 3 | Pantelimon Halippa |         | 25 listopada 1918 | 27 listopada 1918 |                   | PTB               |

### Republika Mołdawii
- tymczasowo

| #  | Imię i Nazwisko    | Portret | Kadencja         | Kadencja          | Partia polityczna | Partia polityczna |
| #  | Imię i Nazwisko    | Portret | Od               | Do                | Partia polityczna | Partia polityczna |
| -- | ------------------ | ------- | ---------------- | ----------------- | ----------------- | ----------------- |
| 1  | Alexandru Moșanu   |         | 3 września 1990  | 2 lutego 1993     |                   | FPM               |
| 2  | Petru Lucinschi    |         | 4 lutego 1993    | 9 stycznia 1997   |                   | PAM               |
| 3  | Dumitru Moțpan     |         | 5 marca 1997     | 22 marca 1998     |                   | PAM               |
| 4  | Dumitru Diacov     |         | 23 kwietnia 1998 | 25 lutego 2001    |                   | PDM               |
| 5  | Eugenia Ostapciuc  |         | 20 marca 2001    | 6 marca 2005      |                   | PKRM              |
| 6  | Marian Lupu        |         | 24 marca 2005    | 5 kwietnia 2009   |                   | PKRM              |
| 7  | Vladimir Voronin   |         | 12 maja 2009     | 28 sierpnia 2009  |                   | PKRM              |
| 8  | Mihai Ghimpu       |         | 28 sierpnia 2009 | 28 grudnia 2010   |                   | PL                |
| 9  | Marian Lupu        |         | 30 grudnia 2010  | 25 kwietnia 2013  |                   | PDM               |
| −  | Liliana Palihovici |         | 25 kwietnia 2013 | 30 maja 2013      |                   | PLDM              |
| 10 | Igor Corman        |         | 30 maja 2013     | 30 listopada 2014 |                   | PDM               |
| 11 | Andrian Candu      |         | 23 stycznia 2015 | 24 lutego 2019    |                   | PDM               |
| 12 | Zinaida Greceanîi  |         | 8 czerwca 2019   | 26 lipca 2021     |                   | PSRM              |
| 13 | Igor Grosu         |         | 29 lipca 2021    | nadal             |                   | PAS               |